# Ostéophyte
 Mise en garde médicale
Un ostéophyte [du grec : ὀστέον (ostéon) (os) et  φυτόν (phuton) (« ce qui pousse »)] est une excroissance osseuse entourant une articulation. Elle se forme là où l'os a été stressé ou là où le cartilage s'est désagrégé, sous l'effet d'une arthrose, mais pas d'une arthrite. Elle prend d'abord une forme arrondie puis parfois d'un éperon ou d'une épine osseuse.
On emploie aussi parfois l'expression « bec de perroquet » (par exemple pour les épines osseuses du talon ou de la colonne vertébrale), ou nodosités d'Heberden pour les déformation des doigts.
Toutes les articulations peuvent être touchées, ainsi que la colonne vertébrale (zone dorsale ou cervicale en général).
L'ostéophytose désigne le phénomène d'apparition d'un ostéophyte sur une articulation, lors du remodelage osseux. 

L'ostéophyte cervical est un ostéophyte qui touche les articulations (vertèbres cervicales) du cou, qui a pour cause la plus fréquente la cervicarthrose (« L'arthrose cervicale va provoquer un frottement au niveau osseux. Cette abrasion répétée va produire la même réaction qu'une fracture : l'os va se reconstituer et produire une structure anormale: l'ostéophyte »).
C'est une pathologie qui se développe avec l'âge et/ou à la suite de traumatismes des articulations.

## Les ostéophytes sont de deux types
1. « ostéophytes articulaires » ; ils peuvent alors progressivement devenir douloureux et source d'impotence, rendant peu à peu certains mouvements difficiles voire impossibles[4] ;
2. « ostéophytes extra-articulaires » ; dans ce cas, ils n'empêchent généralement pas le fonctionnement de l'articulation, mais font que la masse osseuse augmente.

Dans les deux cas, ils semblent être un envahissement progressif (par du tissu osseux) de la zone d'insertion d'un ligament (point d'attache sur l'os) .

## Causes
Les ostéophytes semblent avoir plusieurs origines possibles :
- l'arthrose qui est une affection dégénérative des articulations, et qui fait que de la matière osseuse est anormalement produite à l'extérieur de l'os, au détriment de la membrane blanchâtre fibreuse qui entoure l'os (dite « périoste) ».  Le cartilage peut alors s'ossifier. Une hypothèse est que la taille d'un ostéophyte pourrait être inversement proportionnelle à la rapidité de destruction des cartilages.
- une ostéodystrophie [5]
- une ostéite ; les excroissances apparaissent alors aux abords de la zone enflammée du tissu osseux (au niveau d'une articulation en général) ;
- la goutte[5] ;
- séquelle d'une fracture[5] ;
- séquelle d'un microtraumatisme (choc) ou de  « traumatismes articulaires répétitifs » par exemple lors de la pratique professionnelle de la danse ou de certains sports, ou en cas de manutention répétée et durable d'objets lourds ;
- le facteur de croissance de transformation (TGF pour les anglophones, pour « transforming growth factor » ), impliqué dans la régénération des tissus, mais aussi dans la croissance tumorale, pourrait aussi être en cause dans certains cas.
- des facteurs génétiques semblent parfois en cause.

## Douleur
C'est le périoste qui participe à la vascularisation et à la croissance de ces proliférations, et qui transmet au cerveau les stimuli douloureux.
Les ostéophytes du pied peuvent entrainer une marche anormale (en supination par exemple en cas de douleur du gros orteil) et par répercussion des déformations ou des douleurs d'autres articulations.

## Symptômes
Si un nerf ou des vaisseaux sont compressés, la douleur apparait peu à peu, souvent associée à une raideur de l'articulation et parfois à une atrophie musculaire. Elle peut devenir intense et invalidante, finissant par empêcher les mouvements (préhension, marche...) ; 
L'ostéophyte (ou « bec de perroquet ») situé sous le calcanéum ou des ostéophytes croissant sur le gros orteil (Hallus rigidus, plus fréquent chez le jeune homme sportif que chez la femme) rendent la marche très douloureuse, voire impossible. 
Des ostéophytes comprimant des nerfs du rachis ou des nerfs périphériques au niveau du cou peuvent être source de douleurs. Des céphalées, souvent associées à des vertiges ou des acouphènes, peuvent être le signe d'une compression d'artère irriguant le cerveau. Une compression un peu plus basse peut causer une névralgie cervico-brachiale (« lorsque l'ostéophyte comprime l'une des racines des nerfs irriguant le bras, il peut survenir des douleurs du bras et de la nuque ainsi que des fourmillements ou un engourdissement des doigts ou du bras »).
Un gonflement de l'articulation touchée est possible, lié à un épanchement articulaire et une production accrue de liquide intra-articulaire (liquide synovial). Des déformations osseuses apparaissent, de plus en plus visibles au fur et à mesure que le volume des ostéophytes s'accroit.

## Diagnostic
Il est fait au moyen de l'observation clinique (on perçoit parfois des craquements quand l'articulation est mobilisée, et il est parfois possible de palper un bec osseux ou des excroissances importantes) ; le diagnostic est confirmé par la radiographie aux rayons X (articulation vue de face et de profil), sachant cependant que « les signes radiologiques ne présentent pas une bonne corrélation avec les symptômes dans les cas d'arthrose ».

## Pronostic
Il n'y a pas de rémission spontanée mais des périodes de stabilisation sont possibles (correspondant à une stabilisation de la perte de cartilage). 
« Les dommages au cartilage sont habituellement déjà importants lorsqu’apparaissent les signes et symptômes d'arthrose » et la présence d'ostéophytes n'est pas un bon prédicteur d'affections symptomatiques d'articulations très sollicitées telles que celle du genou. 
L'arthrose évolue avec le temps et est considérée comme faisant plus ou moins naturellement partie des processus normaux du vieillissement ; une augmentation du nombre et/ou de la taille des ostéophytes traduit une aggravation de la maladie.

## Facteurs de risques
Des facteurs de risques (ou facteurs aggravants) peuvent être l'obésité ou des activités professionnelles ou extraprofessionnelles sur-sollicitant l'articulation malade, l’existence d'anomalie articulaire congénitale ou un traumatisme spécifique survenu dans le passé au niveau de l'articulation concernée (ex : fracture ayant touché la surface intra-articulaire, chirurgie de l'articulation, blessure par balle ou pénétration d'un projectile...).
La réunion de plusieurs facteurs de risque peut accélérer l'apparition des ostéophytes et des symptômes douloureux associés.

## Traitements
Il n'y a pas de traitement spécifique et la médecine considère généralement que les ostéophytes bénins n'ont pas besoin d'être traités, même si leur masse devient importante. Un médicament chondroprotecteur (ayant pour objet de protéger le cartilage d'une dégénérescence) est parfois prescrit.
Quand l'ostéophyte devient gênant ou invalidant, plusieurs moyens de traitement s'offrent, comme :
- traitement anti-inflammatoire ;
- traitement antalgique (contre la douleur) ;
- traitement orthopédique (semelles ou talonnettes comportant un trou au niveau de l'épine calcanéenne afin qu'elle ne subisse plus de pression lors de la marche) ;
- Infiltrations de corticoïdes ;
- Mésothérapie (sans corticoïdes), avec une aiguille courte « en piquant sur les côtés du talon et jamais sur la plante du pied. En effet, cette zone est particulièrement sensible »[4] ;
- radiothérapie adaptée (utilisation de petites doses de rayons X à but anti-inflammatoire) ;
- cure chirurgicale, sous arthroscopie dans le cas du genou ou du coude, laminectomie cervicale au niveau du cou... 
L'arthrolyse avec ablation de la couronne ostéophytique va réduire le volume de l'articulation déformée mais sans permettre la récupération de la mobilité antérieurement perdue ;
- destruction de l'épine osseuse aux ultrasons ;
- Kinésithérapie, pour entretenir la mobilité articulaire ;
- moyens d'assistance tels qu'attelles, canne, orthèses (prothèses) pour soulager les articulations concernées ;
- cures thermales.